# Roger Boisseau
Pour les articles homonymes, voir Boisseau (homonymie).
Roger Boisseau, né le 21 juin 1926 à Boulogne-Billancourt, mort le 15 décembre 2007, est un homme politique français. Il a été député communiste de la Seine de 1956 à 1958.

## Biographie
Fils d'un ouvrier métallurgiste communiste de Boulogne-Billancourt, Roger Boisseau est lui aussi ouvrier (ajusteur) dans la métallurgie. Il s'engage, jeune résistant, dans les Forces unies de la jeunesse patriotique, puis adhère à l'Union de la jeunesse républicaine de France (UJRF) et au Parti communiste français, dont il dirige la section de Boulogne-Billancourt à partir de 1950 et où il est employé « permanent ». Candidat dans la 5e circonscription du département de la Seine en remplacement du député Alfred Costes, député "historique" de ce secteur de la banlieue ouvrière mais malade, il est élu député lors des élections législatives du 2 janvier 1956. Selon la notice nécrologique parue dans L'Humanité en décembre 2007, il était le benjamin de l'Assemblée nationale. Il était conseiller municipal de Boulogne-Billancourt depuis 1953. Il est battu aussi bien aux élections législatives de 1958, qu'aux élections municipales de 1959.

### Mandats électoraux
- Conseiller municipal de Boulogne-Billancourt : 1953 - 1959
- Député de la Seine (5e circonscription : Banlieue Ouest) : 2 janvier 1956 - 8 décembre 1958